# Carlos Favier Soca Iturburu
Carlos Favier Soca Iturburu (Montevidéu, Uruguai, 24 de janeiro de 1969) é um ex-futebolista uruguaio. Jogou nas seguintes equipes: C Nacional F 1988-1993 (até setembro) Argentinos Juniors 1993-1995 CA Peñarol 1996 Nacional 1998 Juventude de Caxias (Brasil) 1999 CA Juventud de Las Piedras 2000 no Uruguay.

## Carreira
Soca jogou pelo AA Argentinos Juniors e Racing Club de Avellañeda na Primeira Divisião de Argentina. Ele também jogou pelo EC Juventude contra o CR Guará do Distrito Federal na Copa do Brasil 1999, naquela ocasião os gaúchos venceram por 5 à 1 a equipe distrital em pleno Estádio Bezerrão. Também derrotou o time grande e tradicional do Rio de Janeiro, Fluminense FC pelo placar de 6 à 0 e goleou também o maior rival em pleno Estádio Beira-Rio o SC Internacional por 4 à 0, incrível e fora do normal.

## Carreira internacional
Soca fez uma aparição para a Seleção de Futebol do Uruguai, pelas eliminatórias da Copa do Mundo de 1994 contra a Venezuela, em 29 de agosto de 1993.

## Títulos
C Nacional F
- Mundial de Clubes: 1988
- Copa Libertadores da América: 1988
- Copa Interamericana: 1989
- Campeonato Uruguaio: 1992 e 1998

CA Peñarol
- Campeonato Uruguaio: 1997

EC Juventude
- Copa do Brasil: 1999

CA Juventud
- Segunda Divisão do Campeonato Uruguaio: 1999